# Jonathan Prescott
Dr. Jonathan Prescott (24. maj 1725 - 11. januar 1807) je bil britanski častnik in zdravnik, ki se je boril pri obleganje Louisbourga (1745) med vojno Kralja Jurija, postal stotnik milice v Chester,  Nova Škotska in se kasneje vključil v napad na Chester, Nova Škotska (1782). Bil je oče hortikulturista Charlesa Ramage Prescotta.

## Življenje
Prescott se je rodil 24. maja 1725 v Littletonu, Massachusetts. Bil je kirurg in stotnik inženirjev pri obleganje Louisbourga (1745) med vojno Kralja Jurija. Vodil je četo mož v polku polkovnika Samuela Moora iz New Hampshira. Po obleganju se je vrnil v Boston, le da se je nato leta 1751 vrnil v Halifax, kjer je ustanovil destilarno ruma. Upravljal je tudi floto ribiških čolnov in žago v Chesterju ter razvil kamnolom apna. Bil je eden od prvotnih prejemnikov Shoreham Granta, ki je postal Chester, Nova Škotska. Postal je mirovni sodnik. Jonathan in njegova žena Ann sta zgradila veliko hišo v Chesterju, okrožje Lunenburg, Nova Škotska, imenovano "Maroon Hall". V tej hiši so bili nastanjeni francoski vojni ujetniki, ki so naslikali portreta Jonathana in Ann (ok. 1760). Med francosko in indijansko vojno je poročal, da so Mi'kmaqi dvakrat požgali njegovo hišo in mlin in zaradi zaščite svoje družine je v teh letih veliko časa preživel v Halifaxu.
Med ameriško revolucijo je Prescott branil vas Chester pred napadom ameriških zasebnikov, streljal je s topovi iz utrdbe (topovi so zdaj na območju Chester Legion.) Prescott je bil osumljen, da je simpatizer ameriških patriotov, saj naj bi po začetnem sovražnem spopadu Prescott dovolil kapitanu Noah Stoddardu pokopati svojega mrtvega moža in nato z njim pil čaj dan pred tem, ko je Stoddard organiziral napad na Lunenburg (1782).
Po vojni je Prescott dobil utrdbo (zdaj hiša Wisteria Cottage) in jo uporabljal kot svoj dom. Prescott je umrl 11. januarja 1807 v Chesterju, okrožje Lunenburg, Nova Škotska, Kanada.

## Družina
Številni člani družine dr. Prescotta so bili patrioti v ameriški revoluciji. Njegov nečak Samuel je jahal s Paul Reverjem, ko je opozoril patriote na prihod rdečih plaščev v Lexington in Concord. Samuel je bil sčasoma ujet v Halifaxu, kjer naj bi umrl med vojno. Jonathan je enega od svojih sinov poimenoval po svojem nečaku Samuelu in pokopan je na Old Burying Ground (Halifax, Nova Škotska). Jonathanov sin Joseph se je pridružil kontinentalni vojski, boril se je pri Fort Ticonderogi in bil ustanovni član Society of the Cincinnati. Drugi sin dr. Prescotta, John, se je boril v bitki pri Lexingtonu. Njegov drugi sin je bil hortikulturist Charles Ramage Prescott.